# Roland SH-1000
De SH-1000 is een monofone synthesizer, uitgebracht door Roland in 1973. De SH-1000 werd geproduceerd tot 1981 en was Rolands eerste synthesizer.
De SH-1000 is ook de eerste geïntegreerde synth die in Japan werd geproduceerd. Met zijn gekleurde knoppen en overzichtelijke controls lijkt hij een beetje op een elektronisch orgel. Er was zelfs plek voor een partituur-houder. Toch kon het apparaat goede bas- en lead-sounds genereren. Er was ook een beperkt aantal presetsounds (slechts 10, manipuleerbaar met vibrato, tremolo en VCF). Daarnaast was er echter ook de mogelijkheid om vanuit het niets geluiden te creëren zodat er toch interessante effecten konden worden verkregen.
Het linkerdeel van de synth was bedoeld voor de bewerkingen van de basisgolformen, terwijl onderaan het klavier de presets konden worden gemanipuleerd met behulp van grote gekleurde knoppen.